# Echinopsis rhodotricha
Echinopsis rhodotricha är en kaktusväxtart som beskrevs av Karl Moritz Schumann. Echinopsis rhodotricha ingår i släktet Echinopsis och familjen kaktusväxter.

## Underarter
Arten delas in i följande underarter:
- E. r. chacoana
- E. r. rhodotricha

## Bildgalleri

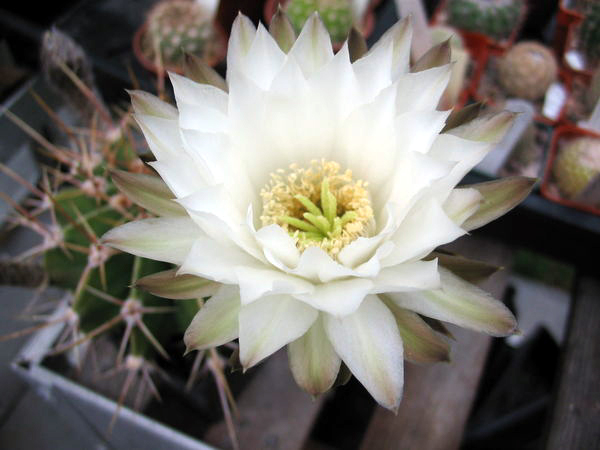
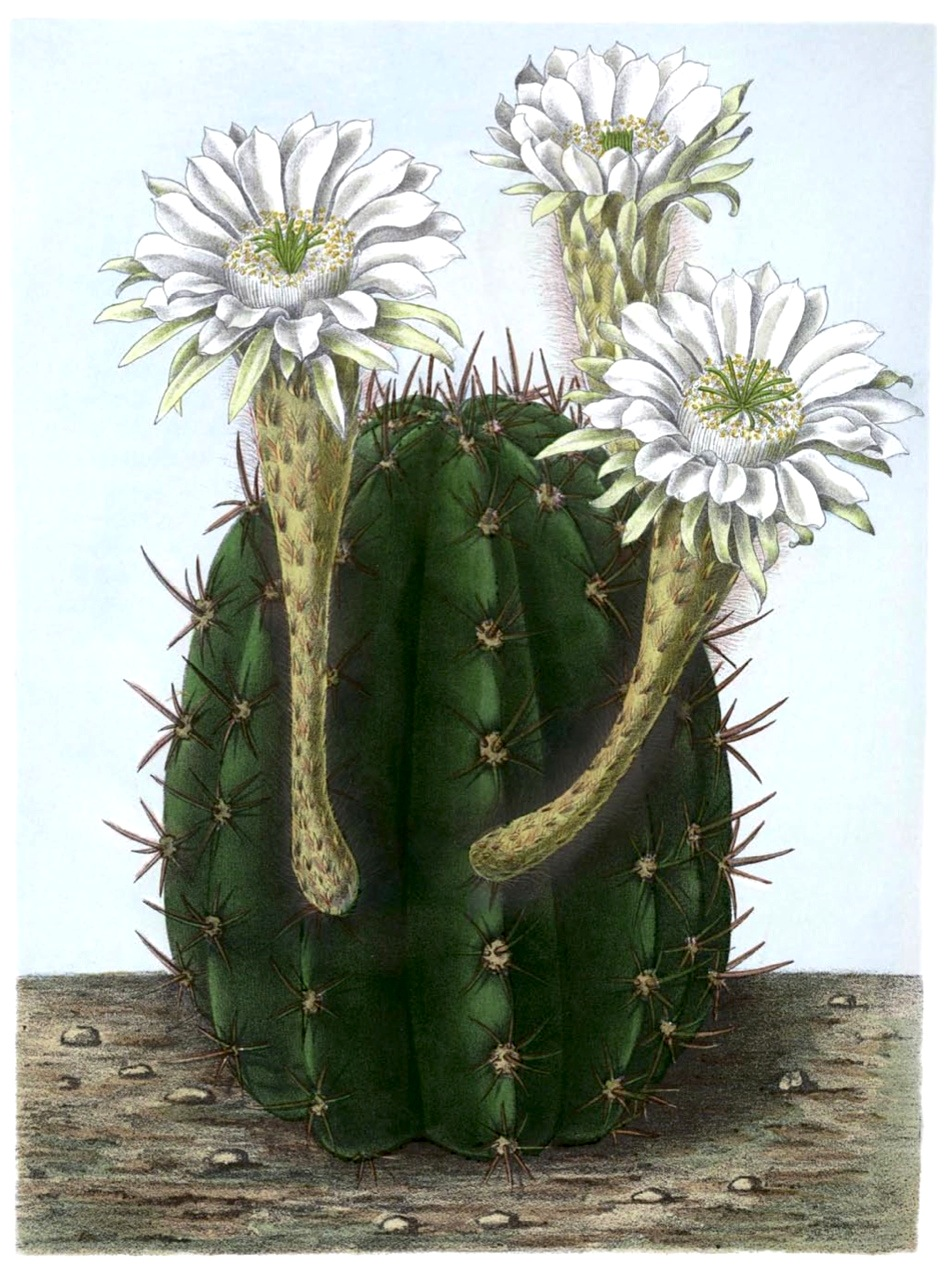
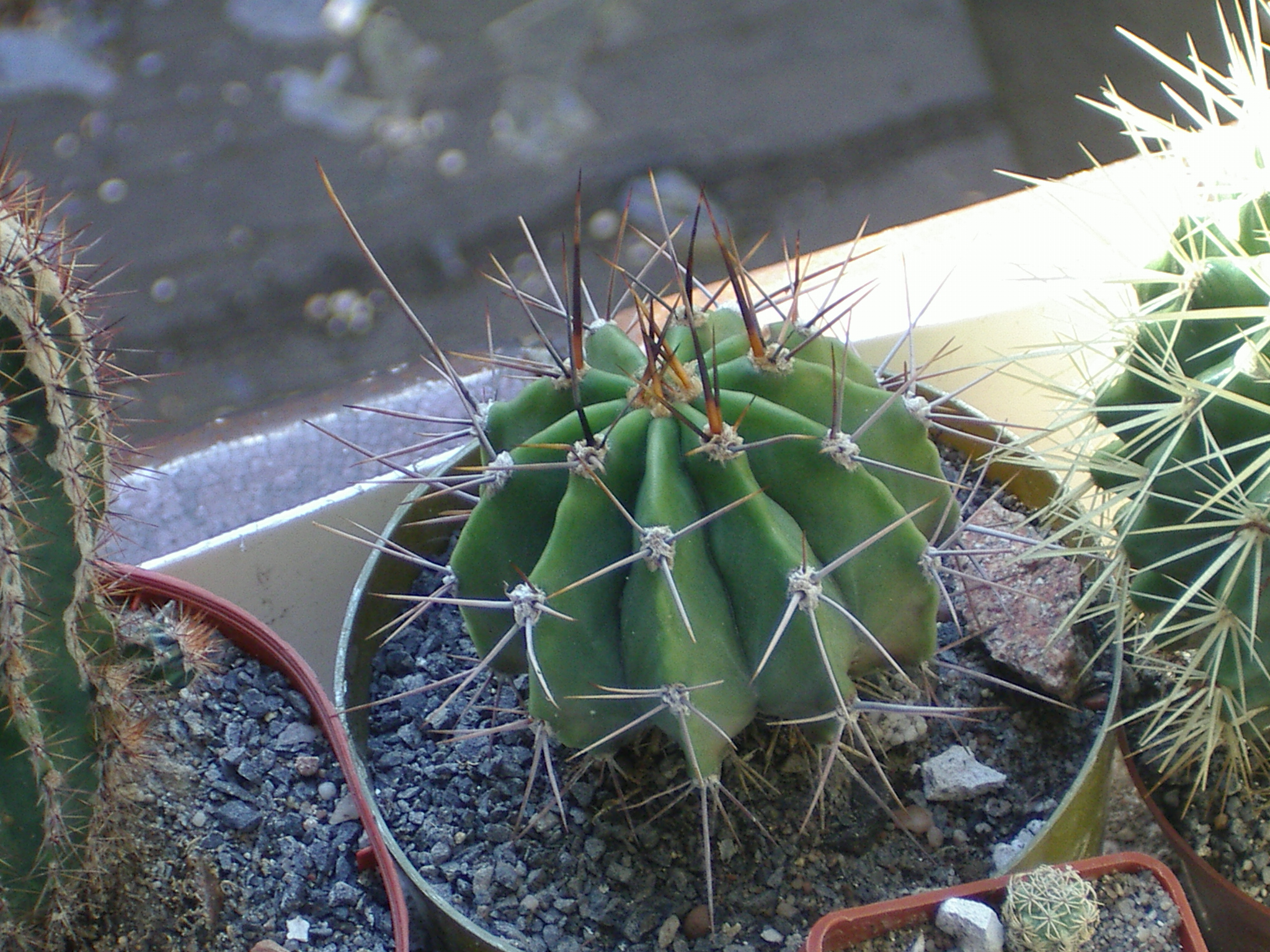